# انتخابات ریاست‌جمهوری مالاوی (۲۰۲۰)
انتخابات ریاست‌جمهوری مالاوی (انگلیسی: 2020 Malawian presidential election)که برنامه‌ریزی شده بود تا در حد فاصل ۱۹ مه تا ۲ ژوئیه برگزار شود در ۲۳ ژوئن ۲۰۲۰ انجام شد. این انتخابات در پی لغو نتایج انتخابات سراسری مالاوی (۲۰۱۹) صورت گرفت که در آن پیتر موتاریکا از حزب پیشرو دموکراتیک بالاترین آرا را به دست آورد. اما برگزاری مجدد انتخابات باعث پیروزی لازارس چاکورا رهبر حزب کنگره مالاوی شد که موتاریکا را با درصد ۵۹ درصد بر ۴۰ درصد مغلوب کرد.

## تاریخچه
در انتخابات سراسری مالاوی (۲۰۱۹) که در ماه مه برگزار شد، پیتر موتاریکا رئیس‌جمهور وقت مالاوی از حزب پیشرو دموکراتیک با کسب ۳۹ درصد آرا مجدداً انتخاب شد و بر رقبای خود لازاروس چاکورا از حزب کنگره مالاوی که ۳۵ درصد آرا به دست آورد همچنین بر سالوس چلیما از جنبش متحد تغییر که صاحب ۲۰ درصد آرا شد به پیروزی دست یافت. حزب موتاریکا حزب پیشرو دموکراتیک با کسب ۶۲ کرسی مجلس از ۱۹۳ کرسی موجود اکثریت مجلس را به دست آورد. با این حال داستان انتخابات ریاست‌جمهوری و نتایج آن از جانب چاکورا و چلیما در دیوان عالی قانون اساسی به چالش کشیده شد، در نتیجه براساس فرمان دادگاه، انتخابات قرار شد طی ۱۵۰ روز دوباره تجدید شود. پس از آن پارلمان پیرو متمم قانون ریاست‌جمهوری در بیست و چهارم فوریه حکم داد انتخابات در ۱۹ مه برگزار می‌شود، اما متعاقباً زمان انتخابات تغییر کرد و انتخابات در ۲۳ ژوئن ۲۰۲۰ انجام شد.

## نامزدها
پیتر موتاریکا همراه با رقیب خود آتوپله مولوزی در تاریخ ۵ مه ۲۰۲۰ ثبت نام کردند
لازاروس چاکورا و پیتر کووانی یک روز زودتر در ششم مه ۲۰۲۰ کاندیداتوری خود را اعلام کردند.

## نظام انتخاباتی
نظام انتخاباتی مالاوی بر اساس رای دادگاه قانون اساسی به این شکل است که ریاست‌جمهوری مالاوی براساس نظام انتخاباتی دومرحله‌ای در دو مرحله به موعد اجرا گذاشته می‌شود و براساس رای دادگاه در ۲۰۱۹ آرا با نظام رای‌گیری نخست نفری تعیین می‌شود.